# Ґрендель (фільм)
«Ґрендель» — американський бойовик-фентезі 2007 року, знятий режисером Ніком Лайоном та заснований на давньоанглійській епічній поемі «Беовульф». Телевізійний фільм був створений каналом «SyFy».

## Про фільм
Король геатів довіряє принцу Фінну владу та вогняну зброю Беовульфу. Вони ведуть вояків на місію допомоги королю датчан Хротгару, чиє колись славне королівство тероризує непереможний монстр Ґрендель.
Завдання ускладнюється, оскільки Хротгар зберігає жахливі таємниці.

## Знімались
| Актор            | Роль     |
| ---------------- | -------- |
| Кріс Бруно       | Беовульф |
| Марина Сіртіс    | Валхтеов |
| Майкл Дж. Майнор | Анферт   |
| Чак Гіттінгер    | Фінн     |
| Алексіс Кендра   | Інгрід   |
| Бен Кросс        | Хротгар  |
| Атанас Сребрев   | Вулфгар  |
| Андрей Слабаков  | Еклаф    |
| Максим Генчев    | Олф      |
| Райчо Василев    | Сігмунд  |
| Ассен Блатечки   | Ренн     |
| Тодор Чапканов   | Сентрі   |
| Івайло Герасков  | Конні    |

## Рецепція
Ніколас Гейдок в есеї «Приносячи жертви» зі збірки «Беовульф на екрані» назвав фільм «дуже похідним» і «гідним жалю».
На сайті Rotten Tomatoes фільм має низький рейтинг - лише 27% з понад 100 рецензій. В Інтернет-базі даних фільмів фільм має рейтинг 3,5 з 10,0 зірок з майже 1000 поданих голосів.